# George de La Hèle
George de La Hèle (* 1547 in Antwerpen; † 27. August 1586 in Madrid) war ein franko-flämischer Komponist und Kapellmeister der Renaissance.

## Leben und Wirken
Es wird vermutet, dass George de La Hèle seine musikalische Ausbildung an der Kirche zu Unsrer Lieben Frau in seiner Heimatstadt bei Antoine Barbé erhalten hat, vielleicht auch in Soignies. Er gehörte zu einer Gruppe von Chorknaben, die im Jahr 1560 nach Spanien gegangen sind, um an der Hofkapelle von König Philipp II. in Madrid unter der Leitung von Pierre de Manchicourt am Musikleben des Hofs und an der Gestaltung der Gottesdienste mitzuwirken. Nach eigener Aussage hat er diesen Dienst zehn Jahre lang ausgeübt und war während der letzten Jahre zu Studien an der Universität von Alcalá eingeschrieben. Danach kehrte er 1570 nach Flandern zurück, um an der Universität Löwen Theologie zu studieren. Er empfing in dieser Zeit die niederen Weihen, ist später aber nie Priester geworden. Anschließend erhielt er 1572 die Position eines Chorleiters an der Kirche St. Rombaut in Mecheln (Malines) und zwei Jahre später an der Kathedrale von Tournai, beides Stätten eines ausgeprägten Musiklebens. Es waren dies auch sehr schöpferische Jahre; in einem Cäcilien-Wettbewerb der Stadt Évreux im Jahr 1576 bekam La Hèle Preise für seine Motette „Nonne Deo subiecta erit anima mea“ und für seine Chanson „Mais voyez mon cher esmoy“. Er komponierte in dieser Zeit auch acht Messen, die der Antwerpener Verleger Christoffel Plantijn im Jahr 1578 als Octo missae veröffentlichte, das wichtigste und hauptsächlich überlieferte Werk des Komponisten, welches König Philipp II. gewidmet war.
Philipp II. von Spanien ernannte La Hèle am 15. September 1580 zum Kapellmeister der Capilla real als Nachfolger des 1580 verstorbenen Gérard de Turnhout. Aber trotz aller Bemühung des Königs zum baldmöglichsten Amtsantritt des Komponisten blieb die Position eineinhalb Jahre lang vakant, weil La Hèle zuvor zeitweilig an der Capilla flamenca in Madrid wirkte. Er erhielt vom spanischen König verschiedene kirchliche Pfründen ohne Residenzpflicht. Bei der königlichen Kapelle war er sehr mit dem angetroffenen Repertoire befasst und erweiterte es mit Kompositionen von Jacobus Clemens non Papa, Palestrina, Francisco Guerrero und Pierre de Manchicourt, darüber hinaus auch mit eigenen Werken. Er hatte in Madrid eine erfolgreiche Laufbahn mit viel Beifall zu seinen Aufführungen. La Hèle reiste zur Hochzeit von König Philipps Tochter Katharina mit Karl Emmanuel, Herzog von Savoyen, im Jahr 1585 nach Saragossa und brachte eine sehr erfolgreiche Motette für diesen Anlass zur Aufführung; dieses Werk ist aber nicht näher bekannt. Auf der gleichen Reise leitete er eine festliche Aufführung in Monzón mit dem Chor der eigenen Kapelle und den Chören von Kastilien, Aragon und Portugal. Über La Hèles Tätigkeit in Madrid ist dennoch relativ wenig bekannt, weil an Heiligabend 1734 die Bibliothek der königlichen Kapelle durch einen Brand vernichtet wurde, bei dem auch etliche Werke des Komponisten verloren gingen. Während seiner letzten Krankheit heiratete La Hèle kurz vor seinem Tod Madelea Guabaelaraoen und gab damit seine kirchlichen Pfründen auf. Am 16. Juni 1586 machte er ein Testament, in dem er seiner Frau alles vermachte. George de La Hèle starb Ende August 1586 in der Madrider Gemeinde St. Nicholas im Alter von 38 oder 39 Jahren.

## Bedeutung
Das bedeutendste Werk von George de La Hèle sind seine acht Messen, die unter dem Sammelnamen Octo missae 1578 in Antwerpen gedruckt wurden. Der Druck zeichnet sich durch besondere Drucktypen und ein ungewöhnlich feines Papier aus und stellt ein herausragendes Zeugnis der Druckkunst in der zweiten Hälfte des 16. Jahrhunderts dar. Vorangestellt ist den acht Messen das Stück „Asperges me“, das alternatim zu singen ist. Die Messen sind alle Parodiemessen, wobei vier Motetten-Vorlagen auf Orlando di Lasso zurückgehen, zwei auf Josquin und je eine auf Cipriano de Rore und Thomas Crécquillon. Jedes Kyrie beginnt mit dem polyphonen Gesamtkomplex der Vorlage, und die Länge jedes notengetreu entnommenen Abschnitts reicht von 4 bis 13 Brevis-Mensuren. Die häufig zweiteiligen Gloria-Sätze verwenden die Vorlage als Gerüstsatz, in den neue Themen eingewoben sind. In den übrigen Teilen der Messen werden verschiedene Parodieverfahren angewandt. La Hèle verwendete hier wie sein bekannter spanischer Zeitgenosse Tomás Luis de Victoria (um 1548–1611) keine weltlichen Werke (Chansons oder Madrigale) als Vorlagen, nachdem in der Gegenreformation ein Widerspruch zwischen einer weltlichen Vorlage und einer geistlichen Parodiekomposition gesehen wurde.

## Werke
Ausgabe: George de la Hèle, Collected Works, 2 Bände, herausgegeben von Lavern J. Wagner, ohne Ortsangabe 1972 (= Corpus mensurabilis musicae Nr. 56)
- Sammlung Octo missae zu fünf bis sieben Stimmen, Antwerpen 1578, hierin:
  - Missa „Oculi omnium in te sperant“ zu fünf Stimmen, nach einer Vorlage von Orlando di Lasso
  - Missa „In convertendo Dominus“ zu fünf Stimmen, nach einer Vorlage von Cipriano de Rore
  - Missa „Nigra sum sed formosa“ zu fünf Stimmen, nach einer Vorlage von Thomas Crécquillon
  - Missa „Gustate et videte“ zu fünf Stimmen, nach einer Vorlage von Orlando di Lasso
  - Missa „Quare tristis est“ zu sechs Stimmen, nach einer Vorlage von Orlando di Lasso
  - Missa „Fremuit spiritus Jesus“ zu sechs Stimmen, nach einer Vorlage von Orlando di Lasso
  - Missa „Praeter rerum seriem“ zu sechs Stimmen, nach einer Vorlage von Josquin Desprez
  - Missa „Benedicta es“ zu sieben Stimmen, nach einer Vorlage von Josquin Desprez
- Kompositionen aus dem Inventarverzeichnis der Capilla real von 1585, verloren gegangen:
  - Credo zu acht Stimmen
  - 2 Kyrie „de tempore paschali“ zu fünf bzw. sechs Stimmen
  - 2 Passionsvertonungen zu vier Stimmen
  - „Lamentatio Jeremiae“ zu fünf Stimmen
  - „Lamentatio Jeremiae“ zu acht Stimmen
  - Motette „In illo tempore“ zu acht Stimmen
  - Motette „Domine tu mihi lavas pedes“ zu acht Stimmen
  - Motette „Egredientum“ zu vier Stimmen